# Älska mig (utbildningsfilm)
Älska mig är en svensk film från 2008 i regi av Ronnie Brolin som också skrivit manus tillsammans med Jenny Larsson. Filmen är baserad på ungdomars egna berättelser om mobbning och utsatthet. Filmen har blivit uppmärksammad i skolor för att elever ska få en bild av hur mobbning är och prata om hur den kan förebyggas.

## Handling
Filmen handlar om 15-åriga Alice som inte blir accepterad för den hon är, och om Josse som inte vågar bry sig trots att hon egentligen vill. Det är en berättelse om att våga tro på den man är, om vänskap, svek och förhoppningar och om att få vara med, att bli accepterad, att bli älskad.
Alice utsätts för grova trakasserier under en mycket lång tid, bland annat får en massa "hat-sms" och blir fotograferad naken. Ett gäng tjejer, som ligger bakom trakasserierna, bjuder Alice att komma på en fest hemma hos en av dem. När Alice väl kommer, visar det sig att allting bara var lögn, så då blir Alice utslängd. Efter att ha blivit utslängd tappar hon lusten att leva. Hon tar livet av sig genom att bli påkörd av ett tåg. Sedan begravs hon och vänner, familj och till och med gänget är med på begravningen.
Efter begravningen "spolas filmen tillbaka" och börjar om från den scenen när hon slängs ut på festen. När Alice flyr från huset bestämmer Josse och Liam sig för att leta efter henne (de stannade kvar på festen i förra scenen). Gänget försöker hindra dem från att gå ut, men de lyckas. De hinner fram till järnvägen och Alice flyr istället för att dö. Alice flyr, med endast underkläder på sig, ända till ett badhus. Inne i badhuset halkar hon, slår sig, ramlar i bassängen och är nära att drunkna. Josse och Liam kommer i tid och Josse dyker ner och räddar henne medan Liam ringer till ambulans.
Alice överlever och väl inne på sjukhuset stöttas hon av familj och vänner. Filmen slutar med att Alice lever ett mycket bättre liv och hon och Josse blir lika goda vänner som förut.

## Tillkomst
Innehållet i filmen bygger på diskussioner med ungdomar om livsstil, mobbing och attityder. Manuset har arbetats fram utifrån ungdomarnas egna upplevelser och erfarenheter. Filmen kan upplevas som våldsam och provokativ. Det skall ses som utmanande formuleringar av de upplevelser som ungdomarna själva beskriver i sin vardag. Syftet med filmen är att motivera ungdomar till att bearbeta attityder och värderingar till den här typen av företeelser på ett neutralt och konstruktivt sätt.
Filmen slutar på två sätt. Först har den ett sorgligt slut och sedan ett lyckligt slut.

## Rollista (i urval)
- Felicia Hjelmqvist - Alice
- Johanna Gustafsson - Josse
- Jesper Björklund - Liam
- Hanna Christiansson - Olivia
- Annie Wernersson - Sara
- Elin Norlander - Susann
- Malin Carlsson - Marie
- Patrik Liffner - Petter
- Tommy Sporrong - Alices pappa